# Clorose (doença)
Clorose, também conhecida como febris amatoria (do latim "febre do amor") ou ainda morbo virgineo (do latim "doença das virgens"), foi uma doença acometida em humanos - em sua maioria meninas adolescentes ou jovens apáticas - mencionada em diagnósticos médicos durante vários séculos e classificada como uma doença nervosa. Os sintomas eram variados e muitas vezes vagos: aparência "pálida, como se estivessem sem sangue", aversão à comida (carne em particular), dificuldade para respirar, palpitações, mudanças de humor, fadiga, apatia e tornozelos inchados.
Em 1554, por exemplo, o médico alemão Johannes Lange deu o diagnóstico de morbo virgineo a uma de suas pacientes.
Jean Varandal, um professor de medicina de Montpellier, cunhou o termo "clorose" em 1619, após ver a palavra "chloris" - do grego: χλωρις, que significa "amarelo esverdeado", "verde pálido", "pálido" ou "fresco" - mencionada em tratados hipocráticos dos séculos 4 e 5 a.C que estavam designando a aparência da pele das jovens adoentadas.
Na década de 1890, 16% das internações no Hospital São Bartolomeu, em Londres, foram registrados como clorose.
Durante o século XX, porém, não houve mais registros. Historiadores médicos defendem que a justificativa para isso é que a doença se tratava simplesmente de um tipo de anemia por falta de ferro, ou ainda uma doença psicossocial, semelhante à anorexia nervosa.

## Diagnósticos e tratamentos
Em 1554, o médico alemão Johannes Lange descreveu a condição como "peculiar às meninas virgens". Ele prescreveu que as sofredoras deveriam "viver com homens e copular. Se conceberem, elas se recuperarão". 
Em 1619, Jean Varande deu o diagnóstico de "clorose" a uma paciente, após verificar que sua pele estava com uma aparência "verde pálida". Tanto Lange quanto Varande reivindicaram Hipócrates como referência.
O Dicionário da Língua Vulgar de Francis Grose, de 1811, definiu "doença verde" como: "A doença das empregadas domésticas ocasionada pelo celibato".
Em 1681, o médico inglês Thomas Sydenham classificou a clorose como uma doença histérica que afeta não apenas meninas adolescentes, mas também "mulheres magras e fracas que parecem tuberculosas". Ele defendia o ferro como um tratamento: "Para o sangue desgastado ou lânguido, ele dá uma espora ou impulso pelo qual os espíritos animais que jazem prostrados e afundados sob seu próprio peso são elevados e excitados". 
Em 1872, o médico francês Armand Trousseau também defendeu o tratamento com ferro, embora de forma semelhante classificasse a clorose como uma "doença nervosa".
Em 1887, o médico Andrew Clark, do London Hospital, propôs uma causa fisiológica para a clorose, ligando seu início às demandas impostas aos corpos de meninas adolescentes pelo crescimento e pela menarca. 
Em 1895, o patologista Ralph Stockman, da Universidade de Edimburgo, baseou-se em experimentos demonstrando que o ferro inorgânico contribuía para a síntese de hemoglobina para mostrar que a clorose poderia ser explicada por uma deficiência de ferro causada pela perda de sangue menstrual e uma dieta inadequada. Apesar do trabalho de Stockman e da eficácia do ferro no tratamento dos sintomas da clorose, o debate sobre sua causa continuou na década de 1930.
Em 1937, Arthur J. Patek e Clark W. Heath, da Harvard Medical School, concluíram que a clorose era idêntica à anemia hipocrômica.